# Guglielmo Jervis (geologo)
William Paget Jervis, detto Guglielmo (Bombay, 15 novembre 1832 – Torino, 18 febbraio 1906), è stato un geologo e ingegnere inglese naturalizzato italiano.

## Biografia
Nato nei pressi di Bombay da genitori inglesi, si trasferì presto a Londra ove nel 1853 si laureò in ingegneria, per poi spostarsi (nel 1859) a Edimburgo laddove perfezionò i suoi studi. Nel 1862 giunse in Italia stabilendosi nell'allora capitale Torino, ove trascorse buona parte della sua vita svolgendo il ruolo di direttore del Regio museo industriale. Dopo aver raccolto una gran mole di dati e di reperti geologici raccolti nell'intero territorio italiano, pubblicò tre opere: Guida alle acque minerali d'Italia (Torino 1868, 1876, 1881), I tesori sotterranei d'Italia (Torino 1873, 1874, 1881) e Geologia economica d'Italia (Torino 1889). Morì nella stessa città di Torino all'età di 73 anni; nel medesimo anno della sua morte il museo da lui diretto si fuse con la Regia Scuola di applicazione per gli ingegneri per dar così vita al Politecnico di Torino.